# 기아나 우주 센터

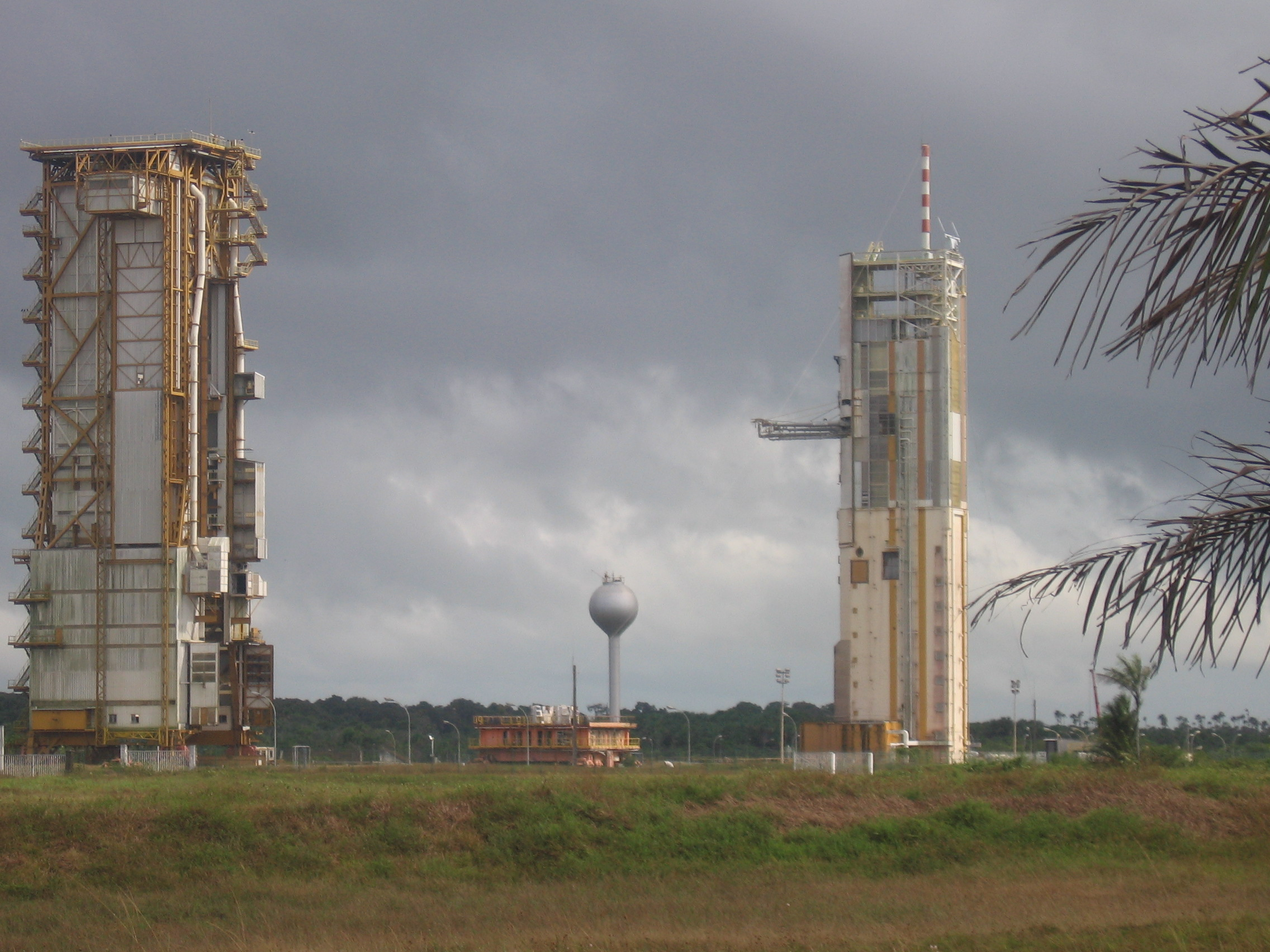
아리안 4호 발사대 전경. 지금은 사용되지 않는다.

기아나 우주 센터(프랑스어: Centre spatial guyanais, CSG)는 남아메리카 프랑스령 기아나의 쿠루에 위치한 프랑스의 우주기지이다. 1968년부터 사용되었으며 유럽 우주국(ESA), 프랑스 우주국(CNES), 아리안스페이스 사가 사용한다.

## 역사
ESA에서는 인공위성 발사용 로켓인 아리안 5호를 개발했으며, 세계 최대의 위성 발사 용역업체인 프랑스의 아리안스페이스 (Arianespace)사는 전 세계 민간 위성 발사 실적의 약 절반을 수행하고 있다.
극궤도, 동향, 역방향 경사각으로의 발사 방향이 모두 열려 있는 적절한 해안선 구조에다 적도에 매우 근접한 저위도이기 때문에 우주기지 중 최적의 조건을 갖고 있다.

## 시설
쿠루는 적도에서 500 km (310 mi) 북쪽에 위치해 있다. 북위 5도이다. 지구의 자전으로부터 추진력을 얻는데 있어서, 적도는 우주로켓을 발사하는데 장점이 있다. 예를 들면, 기아나 우주센터의 지구 자전속도는 463 m/s 인데, 북위 28도 미국 케이프 커네버럴은 406 m/s이다. 이것은 케이프 커네버럴에서 우주로켓을 발사할 경우 지구 저궤도에 도달하기 위해서 60 m/s 가속도가 더 필요하다는 의미이다.

### ELA-1
1번 발사대는 1960년대 건설되었다. 5.236°N 52.775°W 에 위치해 있다. 유로파-II 로켓을 1회 발사했다. 그 후 발사대가 철거되었고 아리안 로켓을 발사하기 위해 새로 건설되었다. 아리안 1, 아리안 2, 아리안 3 로켓을 1989년까지 발사했다.
2001년 11월, 발사대 이름을 ELV pad 로 개명했다. 베가 (로켓) 발사대로 사용되었다. 2012년 2월 13일 최초의 발사를 했다.
유로파-II 로켓의 길이는 33 m, 베가 (로켓)은 30 m로, 나로호 33 m와 비슷하다. 즉, 나로우주센터 1번 발사대와 비슷하다는 것을 추측할 수 있다.

### ELA-2
기아나 2번 발사대는 ELA-2 pad (French: Ensemble de Lancement Ariane 2)라고 부른다. 아리안 발사대 2라는 의미이다. 5.232°N 52.776°W 에 위치해 있으며, 2003년까지 아리안 4 로켓을 발사했다.

### ELA-3
기아나 3번 발사대는 ELA-3 (French: Ensemble de Lancement Ariane 3)라고 부르며, 2020년 현재 사용중이다. 1996년부터 아리안 5 로켓 발사장이다. 5.239°N 52.768°W 에 위치해 있다. 면적은 21 평방킬로미터이다.

### ELA-4
기아나 4번 발사대는 ELA-4 (French: Ensemble de Lancement Ariane 4)라고 부르며, 현재 공사중이다. 미래에 아리안 6 로켓을 발사할 계획이다. 5.26258°N 52.79074°W 에 위치해 있다.

### ELS
ELS (French: Ensemble de Lancement Soyouz) 발사대는 러시아 소유스-2 로켓을 발사하기 위해 건설되었다. 수차례 연기된 끝에, 2011년 10월 21일에 최초 발사되었다.

### 최종조립시설
아리안 5 로켓을 최종 조립하는 공장이다. ELA-3 발사대와 2.8 km 떨어져 있다. 발사대에 로켓을 운반해서 장착 완료하는데 한시간 정도 걸린다.

## 우리별 1호
1992년 8월 11일 대한민국 최초의 인공위성인 우리별 1호가 기아나 우주 센터에서 발사되었다. 우리별 1호는 무게 48.5kg, 크기 35.2 X 35.6 X 67cm의 초소형 과학위성이다. 한국은 세계에서 위성을 보유한 22번째 나라가 됐다. 미국의 3t짜리 해양관측위성인 토펙스 인공위성을 발사하는 공간 옆에, 프랑스의 S80/T 인공위성과 함께 보조위성으로 발사되었다. 아리안 4호 로켓으로 발사했다.

## 같이 보기
- 유럽 우주국
- 유럽우주운용센터
- 유럽 우주 연구 및 기술 센터